# Maasja
Maasja (hebr. מַעַזְיָהוּ ma‘azjāhû) ist der Name zweier im Alten Testament der Bibel erwähnter Priester.

## Sippenoberhaupt im 1. Buch der Chronik
Im 1. Buch der Chronik wird im 24. Kapitel berichtet, wie die Priester zur Zeit König Davids in Dienstgruppen eingeteilt wurden. Dabei wurden sechzehn Sippenoberhäupter von den Nachkommen Eleasars und acht Sippenoberhäupter von den Nachkommen Itamars durch das Los in Priesterklassen eingeteilt und mit einer Reihenfolge versehen. Die Sippe Maasjas wurde dabei als vierundzwanzigste und damit letzte gelost (1 Chr 24,18 ). Aus neutestamentlicher Zeit ist bekannt, dass jede dieser Klassen zweimal im Jahr am Tempel Dienst zu tun hatte.

## Priester im Buch Nehemia
Im Buch Nehemia wird im 10. Kapitel berichtet, wie in der Zeit nach der Rückkehr aus dem Exil in Babylon eine schriftliche Selbstverpflichtung aufgesetzt wurde, um die Wiederholung von Verfehlungen zukünftig zu verhindern. Diese Abmachung wurde von mehreren Personen unterschrieben, darunter auch ein Priester namens Maasja (Neh 10,9 ).